# Andrey Popovich
Andrey Popovitch est un footballeur international azerbaïdjanais d'origines hongro-ukrainiennes né le 4 mars 1992 à Tchop en Ukraine. Il évolue au Kyrgyzaltyn au poste de gardien de but.

## Biographie
Après avoir passé sa jeunesse dans des clubs d'Ukraine, son pays natal, c'est en Azerbaïdjan qu'Andrey Popovich devient professionnel à l'âge de dix-neuf ans. 
Il effectue ensuite un court passage par le championnat turc. Lors de la saison 2011-2012, il est sélectionné en équipe d’Azerbaïdjan, et joue deux matchs internationaux : contre l'Albanie à Tirana, et contre l'équipe de Singapour à Dubaï.
Le 10 février 2025, il a été rapporté que Popovich avait signé un contrat d'un an avec le club kirghiz Kyrgyzaltyn,.